# Давид, Якоб Юлиус

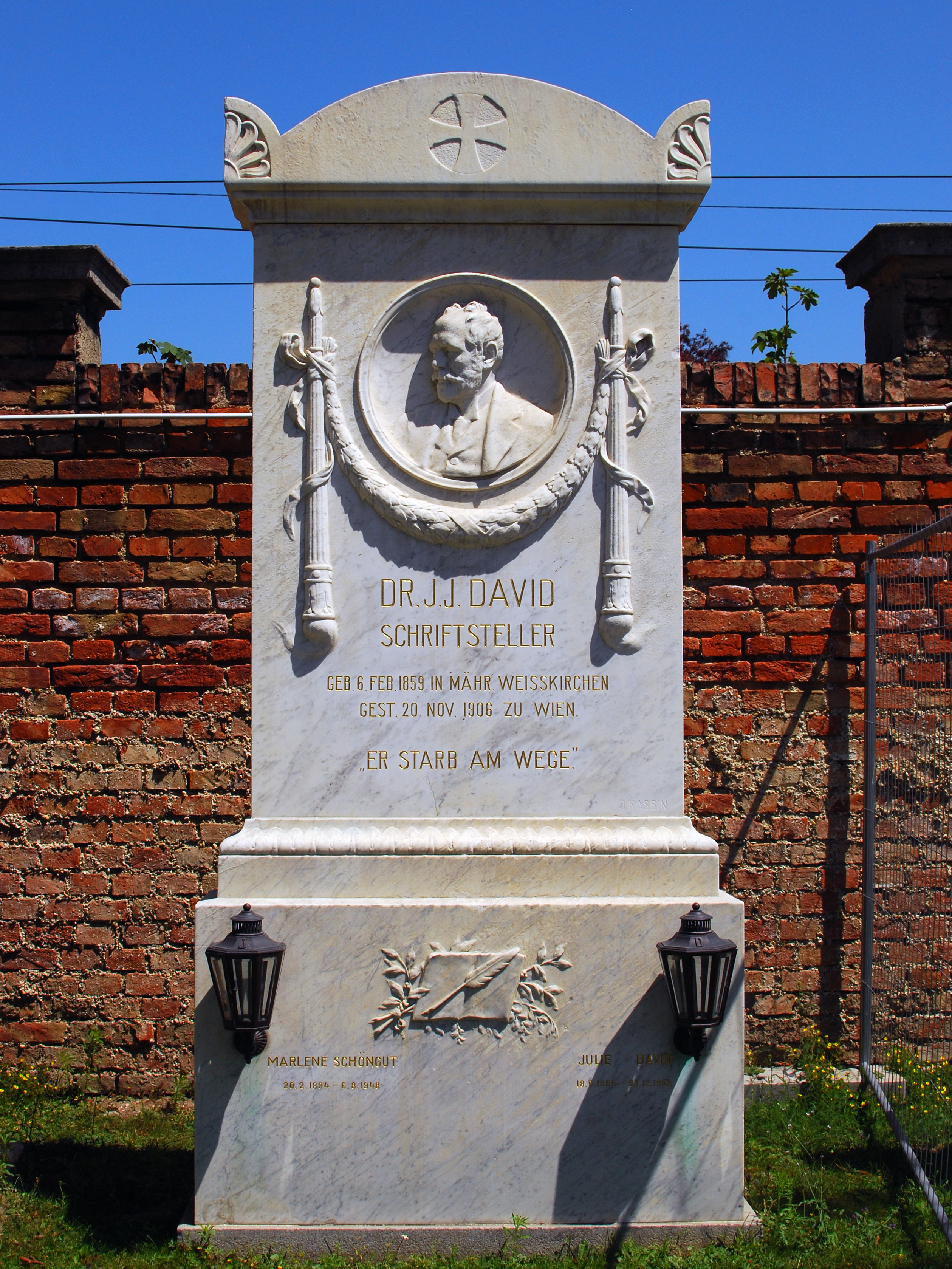
Могила Я. Давида

Якоб Юлиус Давид (нем. Jakob Julius David; 6 февраля 1859, Вейскирхен, Австрийская империя (ныне Границе, Оломоуцкий край, Чехия) — 20 ноября 1906, Вена) — австрийский писатель
, поэт, драматург и журналист.

## Биография
Родился в Моравии в семье богатого еврейского фермера-арендатора.
Окончил в Венский университет, где изучал немецкую литературу. В 1873 году тяжело заболел тифом, последствия которого отразились его зрении и слухе.  
Поскольку он не мог стать учителем из-за своей инвалидности, работал репетитором, а затем редактором и журналистом, в том числе в изданиях Wiener Mode, Die Zeit, Mondaysrevue, Wiener Allgemeine Zeitung, Neue Wiener Journal и Wiener Zeitung. Занялся литературным творчеством.
Представитель австрийского реализма.
В романах «Господское право» (1890), «Кровь» (1891), «Умирающие на дороге» (1900) обращается к жизни крестьян, пролетариев, студентов, художников, еврейской бедноты. В романс «Переход» (1903), в драмах «Дождливый день» (1896) и «Симпатия» (1898)  критически рисует буржуазное общество. В историческом романе «Возрожденные» (1891) из эпохи Реформации, драме «Сын Гагара» (1891), в сборнике исторических рассказов «Раннее сияние» (1896) изображены гуситы и борьба чехов за национальную самостоятельность.

## Избранная библиография
Поэмы
- Gedichte Dresden 1892

Романы
- Das Blut, Dresden
- Am Wege sterben, Berlin 1900
- Der Übergang, Berlin 1903

Другая проза
- Das Höfe-Recht. Dresden 1890
- Die Wiedergeborenen. Dresden and Leipzig 1891
- Probleme. Dresden and Leipzig 1892
- Frühschein. Geschichten vom Ausgang des großen Krieges. Leipzig 1896
- Vier Geschichten. Leipzig and Berlin 1897
- Die Troika. Leipzig and Berlin 1901
- Die Hanna. Tales from Moravia. Berlin and Leipzig 1904
- Halluzinationen. in Neue Deutsche Rundschau XVII 1906
- Wunderliche Heilige. Wien 1906

Пьесы
- Hagars Sohn. Wien 1891
- Ein Regentag. Leipzig 1896
- Neigung. Leipzig 1898
- Der getreue Eckardt. Leipzig 1902

Эссе
- Mitterwurzer. Berlin 1905
- Vom Schaffen. Jena 1906
- Essays. München 1909